# Arrowstone Park
Arrowstone Park är en park i Kanada.   Den ligger i provinsen British Columbia, i den södra delen av landet, 3 400 km väster om huvudstaden Ottawa. Arrowstone Park ligger 1 154 meter över havet.
Terrängen runt Arrowstone Park är kuperad åt nordost, men åt sydväst är den bergig. Trakten runt Arrowstone Park är nära nog obefolkad, med mindre än två invånare per kvadratkilometer.. Närmaste större samhälle är Ashcroft, 17,7 km söder om Arrowstone Park.
I omgivningarna runt Arrowstone Park växer i huvudsak barrskog.